# Прийоми Леопольда

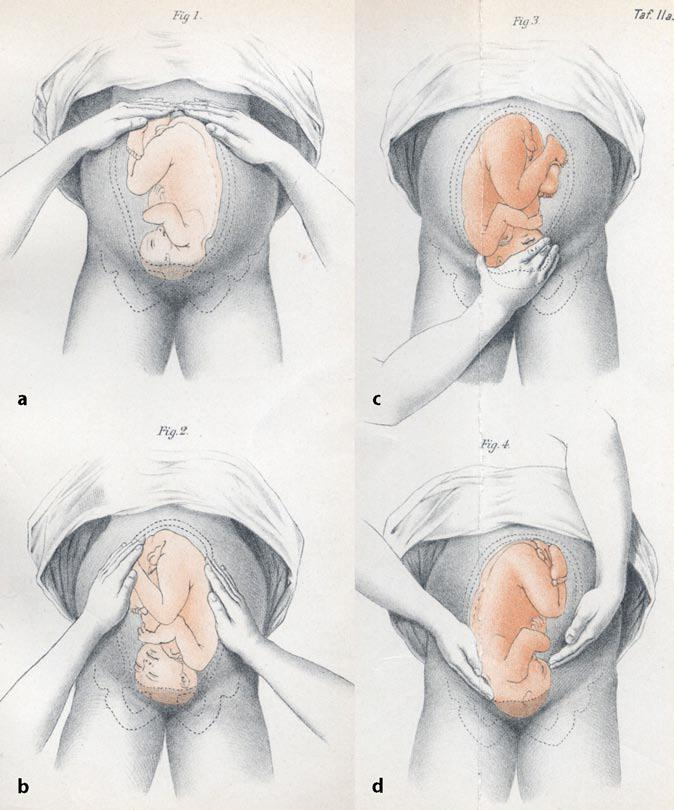
Прийоми Леопольда

В акушерстві прийоми Леопольда є поширеним і систематичним способом визначення положення плоду всередині матки жінки. Вони названі на честь гінеколога Крістіана Герхарда Леопольда. Вони також використовуються для оцінки ваги доношеного плоду.
Маневри складаються з чотирьох різних дій, кожне з яких допомагає визначити положення плода. Маневри важливі, оскільки вони допомагають визначити положення і розміщення плода, що в поєднанні з правильною оцінкою форми тазу матері може вказати на те, чи будуть пологи ускладнені, чи потрібне кесарів розтин.
Майстерність і практика екзаменатора у виконанні маневрів є основним фактором того, чи правильно встановлена вага плода. Крім того, положення можна визначити за допомогою УЗД, яке виконує сонографіст або лікар.

## Виконання прийомів
Прийоми Леопольда важко виконувати на жінках з ожирінням і жінках, які мають багатоводдя. Пальпація іноді може бути незручною для жінки, якщо не подбати про те, щоб вона була розслаблена та мала відповідне положення. Щоб допомогти в цьому, медичний працівник повинен спочатку переконатися, що жінка нещодавно спорожнила сечовий міхур. Якщо вона цього не зробила, їй може знадобитися вставити прямий сечовий катетер, щоб спорожнити його, якщо вона не може самостійно сечовипускати. Жінка повинна лягти на спину, з трохи піднятими плечима на подушці та трохи підтягнувши коліна. Її живіт повинен бути відкритим, і більшість жінок цінують це, якщо особа, яка виконує маневр, зігріє свої руки перед пальпацією.

### Перший прийом: фундальний захват
Стоячи обличчям до жінки, пропальпуйте верхню частину живота жінки обома руками. Часто лікар-акушер може визначити розмір, консистенцію, форму і рухливість форми, що промацується. Голова плода тверда, кругла і рухається незалежно від тулуба, тоді як сідниці на дотик м'якші, симетричні, а плечі та кінцівки мають невеликі кісткові відростки ; на відміну від голови, вони рухаються разом з тулубом.

### Другий прийом: бічний хват
Після пальпації верхньої частини живота та ідентифікації знайденої форми особа, яка виконує маневр, намагається визначити розташування спини плода. Все ще дивлячись обличчям до жінки, медичний працівник пальпує живіт, ніжно, але також глибоко натискаючи долонею. Спочатку права рука залишається на одній стороні живота, тоді як ліва рука досліджує праву сторону матки жінки. Потім це повторюється, використовуючи протилежний бік і руки. Спинка плода буде на дотик твердою та гладкою, тоді як кінцівки плода (руки, ніжки тощо) мають виглядати невеликими нерівностями та виступами. Після визначення спинка плода повинна з'єднатися з формою, яка знаходиться у верхній частині черевної порожнини, а також утвором у материнському отворі, нижній частині живота.

### Третій прийом: другий тазовий хват або хват Павлика
У третьому маневрі медичний працівник намагається визначити, яка частина плоду лежить над входом або внизу живота. Особа, яка виконує маневр, спочатку захоплює нижню частину живота трохи вище лобкового симфізу великим пальцем і пальцями правої руки. Цей маневр повинен дати протилежну інформацію та підтвердити результати першого маневру. Якщо жінка починає пологи, це частина, яка, швидше за все, буде першою під час вагінальних пологів. Якщо це голова і вона не бере активної участі в процесі пологів, її можна обережно штовхати вперед-назад.

### Четвертий прийом: перший хват Леопольда тазом
При останньому маневрі медичний працівник має стояти обличчям до ніг жінки, оскільки він або вона намагатиметься знайти лоб плода. Пальці обох рук обережно рухаються вниз по боках матки до лобка. Сторона, де опір опусканню пальців до лобка є найбільшим, це місце розташування брови. Якщо голівка плода добре зігнута, вона має бути розташована з протилежного боку від спинки плода. Але якщо голівка плода витягнута, потилицю натомість відчувають і розташовану з того самого боку, що й спинка.

## Застереження
Прийоми Леопольда призначені для виконання медичними працівниками, оскільки вони пройшли навчання та інструктажі, як правильно їх виконувати. Якщо вправа виконується вдома як інформаційна вправа, обстежувач повинен подбати про те, щоб грубо або надмірно не турбувати плід. Важливо зазначити, що всі результати не є дійсно діагностичними, тому для остаточного визначення положення плода може знадобитися ультразвукове дослідження.